# Hydroptila nicoli
Hydroptila nicoli är en nattsländeart som beskrevs av Ross 1941. Hydroptila nicoli ingår i släktet Hydroptila och familjen smånattsländor. Inga underarter finns listade i Catalogue of Life.